# دارلاستون
دارلاستون (به انگلیسی: Darlaston) یک شهرک در بریتانیا است که در Walsall واقع شده‌است. دارلاستون ۲۷٬۸۲۱ نفر جمعیت دارد.